# Sociocracia
La sociocracia refiere a un modo de toma de decisiones y de gobierno, que permite a una organización, cualquiera sea su tamaño —desde una familia a un país— de comportarse como un organismo vivo, y de auto-organizarse y auto-corregirse. Su fundamento moderno se basa en las teorías sistémicas. El objetivo más importante es el de desarrollar la coparticipación y corresponsabilidad de los actores, otorgando poder a la inteligencia colectiva al servicio del éxito de la organización.

## Historia

### Gerard Endenburg
El citado Gerard Endenburg (1933-) es un ingeniero holandés especialista en electrotécnica, quien en 1968 tomó la dirección de la empresa familiar Endenburg Elektrotechniek, remplazando a su padre. En 1970, conmovido por los conflictos permanentes que ocurrían en el comité de la empresa, decidió posponer el desarrollo económico de esa estructura comercial a efectos de dedicar todos los esfuerzos a mejorar su organización. Desarrolló entonces el método sociocrático fundado sobre el concepto de que una regla de funcionamiento colectivo podía ser aprobada únicamente en el caso de que "no había más objeciones argumentadas de nadie".

### Origen del término
La palabra sociocracia fue inventada por Auguste Comte (1798-1857). Sus raíces provienen del latín societas (sociedad) y del griego krátos (autoridad) : el gobierno de socios, es decir, de personas ligadas por relaciones significativas, diferente a dêmos (démocratie), masa de individuos que comparten valores comunes.
La palabra ha sido empleada por el sociólogo americano Lester Frank Ward (1841-1913) tomada probablemente de Auguste Comte.
En los Estados Unidos, la palabra sociocracia evoca irresistiblemente a la palabra americana socialismo con todas las connotaciones que este término pueda tener. Así mismo, la sociocracia es siempre apelada gobernanza dinámica  (Dynamic Governance).

### Difusión
Por su origen geográfico, la sociocracia se desarrolló principalmente en los Países Bajos, en la esfera económica como en la educativa. En estos lugares, la sociocracia adopta además la forma de una estructura de empresa reconocida legalmente.
Numerosas organizaciones utilizan la sociocracia en Francia y en el resto de Europa, en América latina, en India, en los Estados Unidos y en Canadá.

Gerard Endenburg creó en los Países Bajos un centro de difusión de la sociocracia.
Otras iniciativas de sociacracia están desarrollándose actualmente, especialmente en los Estados Unidos.

## Las cuatro reglas de funcionamiento
El método de organización sociocrático reposa en cuatro reglas simples.

### (A) Toma de decisión por consentimiento
La sociocracia distingue las decisiones políticas (que afectan al funcionamiento de la unidad o a la organización del trabajo) y las decisiones operacionales (el trabajo cotidiano). Por razones de eficacia, solo las primeras son tomadas por consentimiento. Hay consentimiento cuando nadie tiene ninguna objeción importante y razonable. Cuando una objeción se emite en un grupo sociocrático, la persona que la propone y los otros miembros del grupo trabajan juntos para levantarla. Si lo consiguen, la decisión se toma, si no, un proceso de escalada en la estructura de la organización evita el bloqueo.
El consentimiento es el componente esencial de la sociocracia. Puede realizarse casi sobre cualquier cosa, siempre y cuando haya consentimiento. Desde luego, una organización sociocrática puede escoger por una duración limitada otro tipo de gobierno, si hay consentimiento en ese sentido, por ejemplo en caso de crisis grave.

### (B) El círculo
La sociocracia mantiene la estructura operacional existente de una organización. A cada elemento de esta estructura, añade en paralelo un círculo encargado de la toma de decisiones políticas. Toda persona perteneciente a la estructura operacional es miembro de derecho de su círculo correspondiente. Pueden crearse círculos ad hoc parar resolver problemas específicos.
Cada círculo establece sus propias reglas de funcionamiento sobre el principio de consentimiento de sus miembros. Un círculo tiene por mandato realizar la misión de la unidad de trabajo, de mejorar constantemente la calidad de su producción y de asegurar su durabilidad a través de la educación permanente de sus miembros.
Un círculo lleva la dirección, la ejecución y la evaluación de estos procesos en sintonía con la norma ISO 9001. La ejecución de estas tres funciones por el círculo es una de las mayores condiciones para el éxito de la sociocracia dentro de una organización.
Cada círculo escoge un/a facilitador/a que anime las reuniones según el método sociocrático, y un secretario que redacte las actas y mantenga el histórico del círculo.
Un círculo es una organización semi-autónoma pues se inscribe dentro de una jerarquía: cada círculo debe tener en cuenta las necesidades de los círculos superiores y de los círculos inferiores. El círculo de más alto nivel, corresponde al consejo de administración y debe representar el contexto económico, social y cultural de la organización.

### (C) El doble enlace
En una organización generada de manera tradicional, el responsable de una unidad asegura a la vez la comunicación descendente (las directivas vienen de niveles superiores de la organización) y la comunicación ascendente (el retorno de la información desde la base hacia los niveles superiores). Asegurar simultáneamente estas dos funciones es difícil y fuente de confusión.
La sociocracia establece una doble relación entre cada círculo y su círculo de nivel superior. El responsable de la unidad operacional se escoge por el círculo de nivel superior. Una segunda persona, obligatoriamente distinta a la anterior, es elegida por el círculo para participar en el círculo de nivel superior y dar o no su consentimiento a las decisiones que allí se tomen. Estas dos personas son miembros de pleno derecho de los dos círculos

### (D) Elección sin candidato
La selección y asignación de personas en una función o la delegación de una tarea a un miembro del círculo se da mediante un proceso de votación sin candidato declarado. Cada miembro del círculo propone a la persona que considere más adecuada a la función, a continuación, justifica su elección. El facilitador del círculo propone entonces un candidato que sea aceptado o no por consentimiento.

## Socios versus círculos
Para que la sociocracia pueda funcionar, es necesario que los miembros de la organización se encuentren unidos a través de un vínculo fuerte, que proporcione coherencia y dirección. Para ello, no solamente la organización en su conjunto, sino también cada círculo, debe definir :
- Su visión : Impacto positivo que quiere tener sobre el mundo exterior a la organización ;
- Su misión : Lo que hace globalmente a efectos de contribuir a concretar la visión ;
- Sus objetivos : Medidas concretas que se deben tomar a efectos de encaminar la misión.

## Remuneración del capital y del trabajo
Partiendo de la idea que una organización tiene necesidad de capital y de trabajo para existir, Gerard Endenburg también ha propuesto una forma de remuneración equitativa.
En una organización tradicional, quienes aportan trabajo reciben una remuneración fija (salario) y quienes aportan capital, una remuneración variable (dividendos). Esto quiere decir que quienes trabajan no se benefician de la eficacia eventual de la organización y los capitalistas no tienen la garantía de retorno sobre el dinero que les reportaría en otras inversiones.
Por lo tanto Gerard Endenburg ha propuesto un sistema que permita dar a cada cual una remuneración fija garantizada y una remuneración variable proporcional a los resultados de la organización.
Este sistema de remuneración no forma parte de las reglas de base de la sociocracia y no ha sido, por tanto, aplicada en numerosas organizaciones sociocráticas. Cuando se aplica, sus modalidades están lógicamente definidas por el consentimiento en el seno de la organización.

## Puesta en marcha de la sociocracia
Incluso si se desarrolla teniendo en cuenta conceptos complejos de la cibernética y la teoría de la comunicación, sociocracia es extremadamente simple: ha sido utilizada por niños en unas escuelas o por parlamentos locales en pueblos de la India. Esta simplicidad hace que encaje en una organización con una formación mínima.
Sin embargo, una cuidadosa planificación y un seguimiento meticuloso de la puesta en marcha son necesarios para garantizar el cumplimiento del método y por lo tanto su viabilidad. También algunas personas pueden ser desestabilizadas emocionalmente por este cambio de estructura y necesitan un apoyo.
En general y sin medidas objetivas y cuantificadas de estos fenómenos, las organizaciones que comenzaron sociocracia encuentran una ganancia real de eficiencia, en parte porque el reglamento del consentimiento asegura que una decisión se aplique sin demora y sin resistencia. También informan de una mayor flexibilidad, mayor creatividad y una disminución del absentismo. Los miembros de la organización informan de un mayor sentido de pertenencia, una mejor imagen de sí mismo y mejores relaciones.